# Anne Waldman

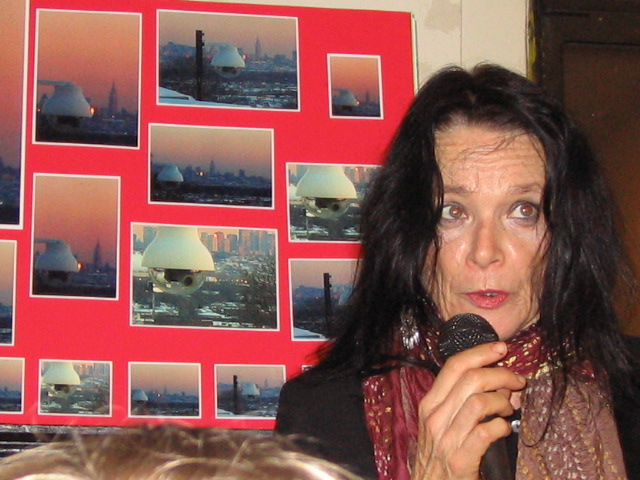
Anne Waldman

Anne Waldman, född 2 april 1945 i Millville i New Jersey, är en amerikansk poet. Hon associeras med såväl beatpoeter som Black Mountain poets och New York-skolans andra generation poeter. Hon har gett ut mer än 40 böcker. 

## Liv och verk
Anne Waldman växte upp i New York. Hon studerade på Bennington College och tog examen 1966. På 1960-talet blev Waldman en del av östkustens poesiscen tillsammans med personer som Gregory Corso och Allen Ginsberg. Åren 1966–1978 höll hon i trådarna kring poesiprojektet (The Poetry Project) på Manhattan, ett allmännyttigt projekt särskilt ägnat den upplästa poesin, i samarbete med St. Mark's Church-in-the Bowery.1971 skrev hon den långa dikten Memorial Day tillsammans med Ted Berrigan och i samband med en gemensam uppläsning av den i maj 1971 gavs den även ut av just St. Mark's Poetry Project.
1974 grundade hon tillsammans med Allen Ginsberg skolan Jack Kerouac School of Disembodied Poetics i Colorado, och är professor där. Hon har undervisat på många andra skolor, universitet och projekt både i USA och andra länder.
Anne Waldman är buddhist.

## Verk (urval)
- Memorial Day, tillsammans med Ted Berrigan (New York: Poetry Project, St. Mark's Church In-the-Bowery, 1971)
- Nice To See You: Homage to Ted Berrigan (Coffee House Press, 1991)

## Antologier (svenska)
- Beat!, fem dikter i tolkning av Reidar Ekner (2006)
- Kvinnas beat: 9 poeter från beatnikeran, tolkning av Kristian Carlsson (2009)